# Priscilla Meirelles
Priscilla Meirelles de Almeida-Estrada, née le 5 septembre 1983 à Belém, est un mannequin et une actrice de télévision brésilienne ayant été couronné Miss Terre en 2004.